# Mario Montesanto
Mario Montesanto (né à Venise le 11 août 1909 et mort à Castel San Pietro Terme le 29 mars 1987) était un footballeur et entraîneur italien des années 1930.

## Biographie
En tant que milieu de terrain, Mario Montesanto fut international italien à trois reprises (Grèce, France et Suisse) entre 1934 et 1936, pour aucun but inscrit.
Il fut joueur à Bologne FC 1909 de 1930 à 1942, remportant quatre scudetti et deux coupes Mitropa.
Il fut entraîneur l'occasion d'une saison (1942-1943) du Bologne FC 1909, terminant 7e de Serie A.

## Clubs

### En tant que joueur
- 1930-1942 : Bologne FC 1909

### En tant qu'entraîneur
- 1942-1943 : Bologne FC 1909

## Palmarès
- Championnat d'Italie de football
  - Champion en 1936, en 1937, en 1939 et en 1941
  - Vice-champion en 1932 et en 1940
- Coupe Mitropa
  - Vainqueur en 1932 et en 1934